# Patricia Henríquez
Patricia Henríquez de Ugarte es una licenciada en administración educativa y política machaleña. Se destaca por haber sido 11 años vicealcaldesa de Machala, y fue asambleísta nacional por la provincia de El Oro.

## Biografía
Se desempeñó como concejala de la ciudad de Machala durante 18 años, 11 de esos como vicealcaldesa, acompañando a Carlos Falquez Batallas, y a Carlos Falquez Aguilar durante sus alcaldías.
En 2016, presentó su renuncia al Concejo Cantonal de Machala y a su cargo como vicealcaldesa para lanzar su candidatura como asambleísta por la provincia de El Oro.